# Portalrubio de Guadamejud
Portalrubio de Guadamejud es un municipio y localidad española de la provincia de Cuenca, en la comunidad autónoma de Castilla-La Mancha. El término municipal tiene una población de 42 habitantes (INE 2024).

## Geografía
El municipio tiene un área de 21,03 km². Portalrubio se encuentra al noroeste de la provincia de Cuenca a 75 km de la ciudad y a 102 km de Madrid. Se localiza en la comarca de La Alcarria, una comarca natural española situada en la Submeseta Sur. Su altitud respecto al nivel del mar es de 817 m. Los términos municipales colindantes a este son Tinajas al norte, Huete al sur, Villalba del Rey al noroeste y Gascueña al este y noreste. El municipio más cercano es Valdemoro del Rey (pedanía de Huete) situado a 3 km de Portalrubio, también Tinajas a 7 km o La Peraleja (su término municipal no es colindante al de Portalrubio) situada a 8 km de distancia. Su superficie es de 2097 hectáreas, 20,97 km². Portalrubio se sitúa a 2 km del río Guadamejud, del que toma el apellido al municipio.
La Sierra Gorda es la montaña más alta de la zona, con una altitud de 1038 m. Desde su cima hay vistas de los pueblos de alrededor, como Tinajas y Villalba del Rey, del embalse de Buendía y del paisaje alcarreño. En días buenos se aprecia el reflejo de las luces de Madrid e incluso la sierra de Guadarrama. Hace unos años se inauguró el “Sendero de la Sierra Gorda” que parte desde “El Portillo” y el cual permite llegar hasta lo alto.

## Historia
A mediados del siglo XIX, la villa tenía contabilizada una población de 358 habitantes. Aparece descrita en el decimotercer volumen del Diccionario geográfico-estadístico-histórico de España y sus posesiones de Ultramar de Pascual Madoz de la siguiente manera:

PORTALRUBIO: v. con ayunt. en la prov. y dióc. de Cuenca (8 leg.), part. jud. de Huete (2 1/2), aud. terr. de Albacete (27), c. g. de Castilla la Nueva (Madrid 16): sit. á la falda de una elevada montaña y á corta dist. del r. Guadamajud; su clima es frio, combatido por el viento N. y algunas veces por el S. y propenso á calenturas intermitentes y constipados. Consta de 98 casas de pobre construccion inclusa la cárcel y casa de ayunt.; escuela de primeras letras retribuida por los mismos alumnos, á causa de haber perdido sus pingües rentas; al S. de la pobl. un hermoso pilar de agua salobre que sirve de abrevadero á los ganados; igl. parr. (San Martin) servida por un cura de entrada y de concurso general bajo las bases del último concordato. El térm. confina por N. Villalba del Rey; E. Gascueña; S. Valdelmoro, y O. Moncalvillo: su terreno de monte y llano es bastante productivo y muy particularmente las cañadas: baña su tér el citado r. y otros arroyos insignificantes que solo corren en invierno: los caminos son locales y en mal estado: la correspondencia se recibe de la cap. de part. prod.: trigo, cebada, centeno, vino, aceite y algunas legumbres: hay poco ganado lanar y caza de liebres, perdices y conejos. ind.: la agrícola y la elaboracion de esparto de que abunda el terreno, siendo de tan buena calidad y tambien trabajado que se lleva á muchas provincias. pobl.: 90 vec., 358 alm. cap. prod.: 1.085,900 rs. imp.: 54,295: el presupuesto municipal asciende á 2,000 rs. de los que se pagan 700 al secretario de ayunt.
(Madoz, 1849, p. 159)

Hasta la reforma de la nomenclatura municipal de 1916 el municipio se llamaba simplemente Portalrubio. En dicha fecha su nombre fue modificado por el de Portalrubio de Guadamajud.

## Demografía
Portalrubio de Guadamejud cuenta con una población de 42 habitantes (INE 2024).
| Gráfica de evolución demográfica de Portalrubio de Guadamejud entre 1842 y 2021 |
| |
| Población de derecho según los censos de población del INE Población de hecho según los censos de población del INEEn estos censos se denominaba Portalrubio: 1842, 1857, 1860, 1877, 1887, 1897, 1900 y 1910 En estos censos se denominaba Portalrubio de Guadamajud: 1920, 1930, 1940, 1950, 1960, 1970, 1981 y 1991 |

A mediados del siglo XIX, concretamente en 1857, el municipio contaba con una población de 418 habitantes. En 1877 ascendió a 475 habitantes, en 1897 el municipio cierra el siglo con 476 habitantes.  A principios del siglo XX en 1910 Portalrubio albergaba 583 habitantes, en los años 1930 durante la Segunda República, la guerra civil española y principios de la dictadura franquista la localidad alcanzó los 723 habitantes, en los años 1940 llegó a su máxima población 806 habitantes los cuales estaban repartidos en 189 hogares.  En los años 1950 el municipio contabilizaba 734 hab, en los años 1960 la población disminuyó aunque dicha disminución se agudizó en la década de los 1970 debido a la nueva era industrial y el éxodo rural extraordinario de portalrubieros que emigraron a las capitales de provincia (Cuenca, Madrid, Valencia o Barcelona) y también al extranjero (Alemania y Francia, como principales destinos), el municipio se quedó en 386 habitantes y nunca dejó de decrecer. En los años 1980 se reduce a 167 habitantes. En 1991 la cifra disminuye a 103 habitantes. Portalrubio finaliza el siglo XX con 70 habitantes aproximadamente. Portalrubio inicia el nuevo siglo con una población de 65 habitantes censados (2001), en 2011 el municipio redujo su cifra a 55 habitantes, finalmente en 2013 registró una cifra de 44 habitantes y en 2018 tenía 27 habitantes. Continuó en 2020 con 27 habitantes. Tras la pandemia, los números ascendieron y actualmente hay censados alrededor de 35 habitantes. 
Portalrubio ha quedado relegado a un destino de vacaciones, un refugio para los deseosos de escapar de la ciudad y para nostálgicos de otro tiempo y otras formas de vida. Sin embargo, sí es cierto que de este gran contingente de personas que llenan las calles del pueblo en las fiestas de Semana Santa y San Roque (agosto), un grupo de ellas —matrimonios y jubilados en su mayoría— conforman una población satélite que, no estando oficialmente inscritas en el censo, residen de forma temporal o casi permanente.

## Economía
Lugar en el cual destaca el sector primario (agricultura y ganadería), producción de olivo, cereal y girasol, además de ganado ovino. También es importante la caza. 
El municipio alberga un bar, situado en el centro del pueblo caracterizado como el espacio de reunión y ocio del lugar. 

## Fiestas
- Semana Cultural y Fiestas de San Roque: comprenden desde el día 10 al 17 de agosto. La Asociación Cultural Portalrubio, en colaboración con el Ayuntamiento, organiza actividades lúdicas, culturales y deportivas.
- San Roque es uno de los patrones del pueblo. Se celebra el día 15 (Virgen de la Asunción), día 16 (San Roque) y día 17 (San Roquillo).
- San Isidro: el 15 de mayo los agricultores del pueblo honran a su santo con misa y procesión, le llevan a bendecir los campos para que haya una buena cosecha y le cantan las tradicionales cplas a San Isidro. Después organizan una comida a la que asiste  la población.
- Romería al Cabezo: el último sábado de mayo se organiza una Romería hasta el cerro del Cabezo, lugar reciente de peregrinación desde que varios vecinos instalaron una cruz celta y una escultura de la Virgen de la Milagrosa. Una piedra tallada por un vecino cantero marca el lugar al que muchos portalrubieros llegan andando, en coche o en remolque para pasar allí  la jornada.
- San Antonio: en torno al 13 de junio se celebra la segunda fiesta grande del pueblo en honor al otro patrón de Portalrubio con comida popular, charanga y baile durante todo el día y la noche. Antiguamente era el patrón de la fiesta mayor del pueblo, hoy sustituida por San Roque.
- Se realizan procesiones en la Semana Santa durante las que se canta El Reloj de la Pasión. También hay Jornadas Gastronómicas de La Matanza.

## Patrimonio
- Iglesia de San Martín de Tours, construida en los siglos siglos XVI-XVII con un retablo neoclásico.
- Ermita de San Isidro. Hoy en día quedan los restos de lo que fue (principios y mediados del siglo XX).
- Cueva de los Moros. La leyenda dice que los moros estuvieron un tiempo refugiados en dicha cueva durante la Reconquista y tiempos de Al-Ándalus.
- Cruz del Cabezo. Cruz añadida recientemente en el cerro del cabezo (879 m) el cual es protagonista de romerías y excursiones.